# Бакшеевка (Харьковская область)
Бакшеевка (укр. Бакшеївка; прежнее название — хутор Ромашово) — посёлок в Новоолександровском сельсовете Волчанского района Харьковской области Украины.

## Географическое положение
Посёлок Бакшеевка находится в начале балки Караичный Яр, по которой протекает пересыхающий ручей с несколькими запрудами.
На расстоянии 1 км расположен посёлок Веровка и в 5 км пгт Белый Колодезь.
В 2 км проходит автомобильная дорога Т-2104, в 3 км железнодорожная станция Бакшеевка.

## История

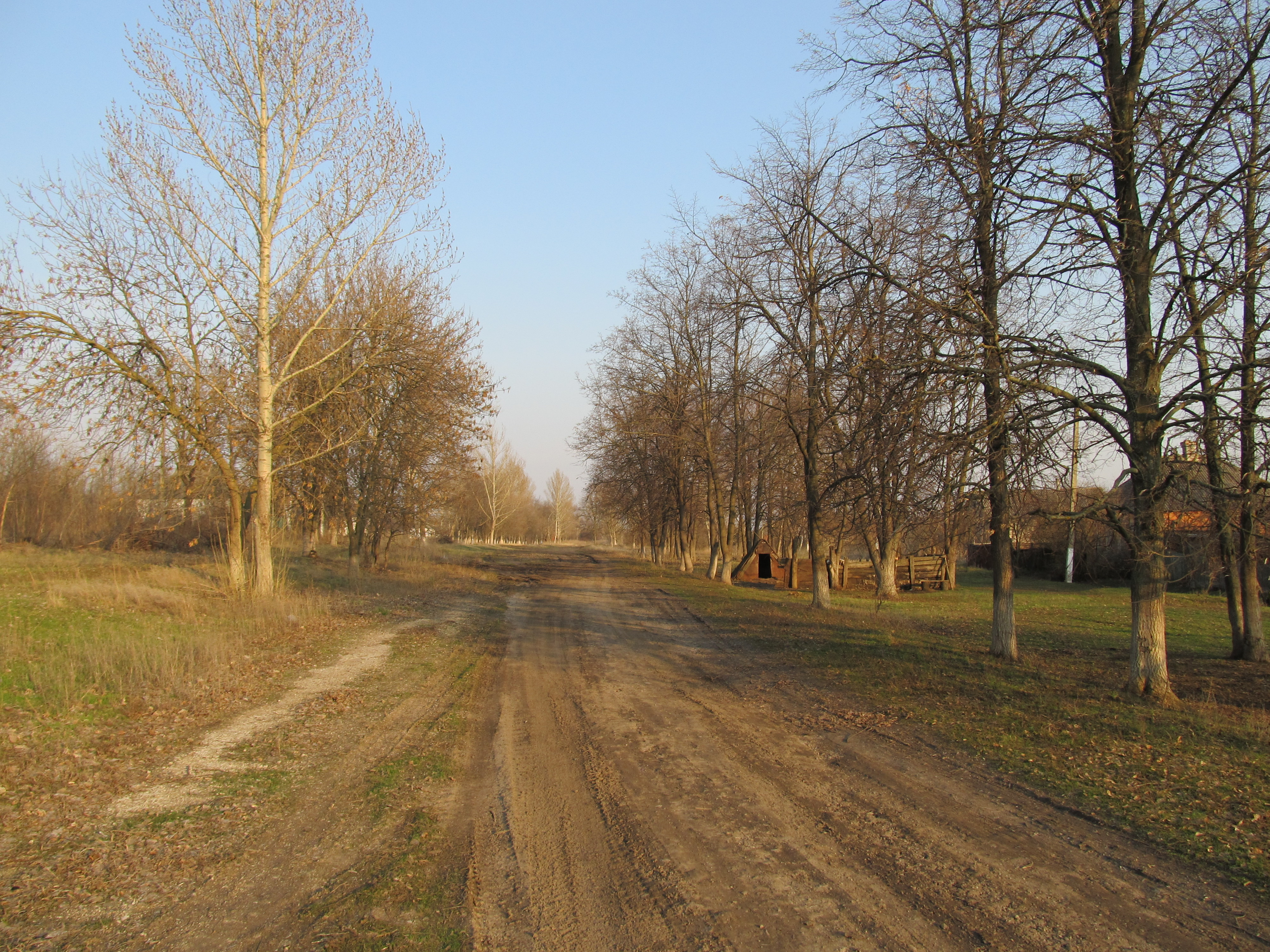
Село Бакшеевка. Центральная улица. 2012год.

По данным официального сайта Верховной Рады Украины Бакшеевка была основана в 1695 году.
На 1864 год Бакшеевка носила название хутор Романов и имела 10 дворов, в которых проживало 32 человека. 
Решением исполкома Харьковского областного Совета народных депутатов от 30 сентября 1958 года Бакшеевский и Новоалександровский сельсоветы Волчанского района были объединены в один — Новоалександровский сельсовет с центром в селе Новоалександровка.

## Демография
Население по переписи 2001 года составляло 150 человек (74 мужчины и 76 женщин).
Список фамилий, проживавших на 1915 год:
Хижняк, Борщев, Жеглов, Поляков, Гатицкий, Капленко, Шевченко, Колесников, Пацакул, Пацакула, Брехунченко, Гарбунов, Марадуда, Мороз, Четвериков, Фоменко, Радченко, Тренев, Могилка, Лихотерез.

## Экономика
В селе Бакшеевка при Советской власти располагалось Ватутинское отделение свеклосовхоза «Александровский», в пользовании которого находилось 6423 га сельскохозяйственных угодий, в том числе 5355 га пахотной земли. В совхозе четыре отделения, четыре тракторные бригады, 11 ферм. Основное направление хозяйства — свекловичное семеноводство. Кроме того, выращиваются зерновые и технические культуры. Направление животноводства — мясо-молочное. Развито свиноводство.

## Объекты социальной сферы
- Фельдшерско-акушерский пункт.

## Достопримечательности
На территории села расположена Братская могила Советских воинов-освободителей, погибших в этих местах в июне 1942 года. На ней в 1964 году был установлен памятник, который занесен в Книгу Памяти Харьковской Области под № 631.

## Известные люди
- Тренёв, Константин Андреевич (1876—1945) — советский писатель-драматург, родился в селе.